# Zwarte houtduif
De zwarte houtduif (Columba janthina) is een vogel uit de familie van duiven (Columbidae).

## Verspreiding en leefgebied
Deze soort komt voor op de eilanden ten zuiden van Japan en Zuid-Korea en telt drie ondersoorten:
- C. j. janthina: van Tsushima en zuidelijk Japan tot de Izu-eilanden en de Riukiu-eilanden.
- C. j. nitens: Ogasawara en Iwo Jima.
- C. j. stejnegeri: Yaeyama-eilanden (Riukiu-eilanden, Japan)